# Вольф+585 старший
Хьюберт Блейн Вольфшлегельштайнхаузенбергедорф-старший (Вольф+585 старший или Вольф+666 старший) (англ. Hubert Blaine Wolfeschlegelsteinhausenbergerdorff, Sr. или Wolfe+585, Senior или Wolfe+666, Senior; 29 февраля 1904 или 4 августа 1914, Бергедорф, район Гамбурга, Германия — 24 октября 1997) — краткое имя линотиписта из Филадельфии, установившего рекорд по самому длинному имени. «+585» означает количество опущенных букв из его полной фамилии. Частичная транскрипция имени на русский язык:

Адольф Блейн Чарльз Дэвид Эрл Фредерик Геральд Хьюберт Ирвин Джон Кеннет Ллойд Мартин Неро Оливер Пол Куинси Рэндальф Шерман Томас Ункас Виктор Уильям Ксеркс Янси Зевс Вольфшлегельштайнхаузенбергедорф… -старший
Оригинальный текст (англ.)Adolph Blaine Charles David Earl Frederick Gerald Hubert Irvin John Kenneth Lloyd Martin Nero Oliver Paul Quincy Randolph Sherman Thomas Uncas Victor William Xerxes Yancy Zeus Wolfeschlegelsteinhausenbergerdorffvoralternwarengewissenhaftschaferswessenschafewarenwohlgepflegeundsorgfaltigkeitbeschutzenvonangreifendurchihrraubgierigfeindewelchevoralternzwolftausendjahresvorandieerscheinenwanderersteerdemenschderraumschiffgebrauchlichtalsseinursprungvonkraftgestartseinlangefahrthinzwischensternartigraumaufdersuchenachdiesternwelchegehabtbewohnbarplanetenkreisedrehensichundwohinderneurassevonverstandigmenschlichkeitkonntefortplanzenundsicherfreuenanlebenslanglichfreudeundruhemitnichteinfurchtvorangreifenvonandererintelligentgeschopfsvonhinzwischensternartigraum, Senior
— Genealogical Record: Longest Name

## Биография
Хьюберт родился в Бергедорфе (сейчас часть Гамбурга), Германия, позже иммигрировал в США, осев в Филадельфии. Работал в сфере издательского дела оператором линотипа. Некоторое время Хьюберт был членом Американского общества имен.
У Хьюберта была жена Констанция и два сына: Хьюберт Блейн и Тимоти Вейн. Имя первого совпадает с именем отца, поэтому к его имени добавляют «младший». Он родился в Филадельфии в 1952 году и уже к трём годам научился произносить свою фамилию.
В большинстве источников датой рождения указывается 29 февраля 1904 года, но в статье What’s in A Name? за 1964 год говорится, что Хьюберту 47 лет, то есть он родился в 1917 году. Также высказываются сомнения по поводу действительности дня и месяца рождения, так как дата 29 февраля присутствует только в високосных годах. 1904 год високосный, а 1917 — нет.

## Связанные с именем инциденты
Впервые имя Хьюберта привлекло внимание в 1938 году, когда было напечатано в филадельфийском телефонном справочнике, а после — якобы в распоряжении судьи Джона Бойла (John Boyle) 25 мая того же года: «Wolfeschlegelsteinhausenbergerdorf, etc. vs. Yellow Cab Co., petition for compromise settlement granted» («Вольфшлегельштайнхаузенбергедорф и т. д. против Yellow Cab Co., ходатайство о компромиссном урегулировании удовлетворено»).
В 1952 году Фрэнк Брукхаузер, журналист The Philadelphia Inquirer, при составлении статьи о ноябрьских выборах заметил, что одним из избирателей значится Хьюберт Б. Вольфшлегельштайнхаузенбергедорф, но пропустил букву «u» (буква «у» в русской транскрипции) в фамилии. Хьюберт с возмущением запросил корректировку, после чего журнал Time осветил эту ошибку. Позднее Брукхаузер ответил на замечание, начав книгу «Наша Филадельфия: искренний и красочный портрет великого города» с представления читателю филадельфийца Хьюберта и сравнения его с другим местным наборщиком, Бенджамином Франклином:

Филадельфия, дом Хьюберта Б. Вольфшлегельштайнхаузенбергедорфа-старшего, как и Бенджамина Франклина, наборщика, и ещё 2 071 604 жителей согласно последней официальной переписи в 1950 году, — третий по величине город в Соединённых Штатах Америки и крупнейший маленький городок в мире.
Оригинальный текст (англ.)Philadelphia, home of Hubert B. Wolfeschlegelsteinhausenbergerdorff, Sr.—like Benjamin Franklin a typesetter—and 2,071,604 other residents according to the last official census in 1950, is the third largest city in the United States of America and the biggest small town in the world.
— Frank Brookhouser. Our Philadelphia: A Candid and Colorful Portrait of a Great City (англ.). — Doubleday, 1957. — P. 3, 224.
После того как Хьюберт отказался платить по счетам, приходящим на его сокращённое имя, коммунальная компания начала присылать квитанции с полным именем, занимающим три строки.
В 1964 году, согласно отчёту «Ассошиэйтед Пресс», компьютер IBM 7074 страховой компании John Hancock Insurance не смог обработать страховые данные Хьюберта из-за длинной фамилии. После обнаружения ошибки данные были обработаны вручную. Хьюберт сообщил репортёру:

Когда кто-то зовёт меня по имени, я всегда знаю, что зовут именно меня. Мне нравится быть уникальным. Я не люблю быть частью толпы.
Оригинальный текст (англ.)When somebody calls my name, I don’t have any trouble finding out who they mean. I like to be unique. I don’t like being part of the common herd.
— Goldstein, Norman (25 июня 1964). What's in A Name?. The Free-lance Star.
Имя Хьюберта входило во все издания Книги рекордов Гиннесса 1975—1985 годов. Начиная с издания 1981 года совместно с записью в книгу вставлена фотография Хьюберта в Нью-Йорке на фоне шатра, на котором написано его имя, причём в имени в очередной раз допущена ошибка. К 1983 году в книге было напечатано только 35-буквенное имя. К концу 1980-х годов номинация «Самое длинное имя» исчезла.
Различные вариации полного имени Хьюберта можно встретить во множестве развлекательных книг («The Joy of Lex: How to Have Fun with 860,341,500 Words», «The Book of Useless Information»), а также в книгах, посвящённых именологии и нумерологии («All Those Wonderful Names: A Potpourri of People, Places, and Things», «Language on Vacation: An Olio of Orthographical Oddities»).

## Происхождение имени
Личное имя Хьюберта состоит из 26 имён, каждое из которых последовательно начинается с одной из букв английского алфавита.
| Имя на английском | Имя на русском  |
| ----------------- | --------------- |
| Adolph            | Адольф          |
| Blaine            | Блейн           |
| Charles           | Чарльз          |
| David             | Дэвид           |
| Earl              | Эрл             |
| Frederick         | Фредерик        |
| Gerald            | Геральд         |
| Hubert            | Хьюберт         |
| Irvin             | Ирвин           |
| John              | Джон            |
| Kenneth           | Кеннет          |
| Lloyd             | Ллойд           |
| Martin            | Мартин          |
| Nero              | Неро (Нерон)    |
| Oliver            | Оливер          |
| Paul              | Пол             |
| Quincy            | Куинси          |
| Randolph          | Рэндольф        |
| Sherman           | Шерман          |
| Thomas            | Томас           |
| Uncas             | Ункас           |
| Victor            | Виктор          |
| William           | Уильям (Вильям) |
| Xerxes            | Ксеркс          |
| Yancy             | Янси            |
| Zeus              | Зевс            |

## Происхождение фамилии
Фамилия Хьюберта состоит из осмысленных и частично искажённых немецких слов. Один из вариантов разбиения и семантического трактования и перевод на русский с перевода на английский приведён ниже.

Wölfe Schlegel Steinhausen Bergerdorff vor altern waren gewissenhaft Schäfers wessen Schafe waren wohl Gepflege und Sorgfältigkeit beschützen von Angreifen durch ihr raubgierig Feinde welche vor altern zwölftausend Jahres vor an die Erscheinen wan der erste Erdemensch der Raumschiff gebrauch Licht als sein Ursprung von Kraft gestart sein lange Fahrt hin zwischen sternartig Raum auf der Suche nach die Stern welche gehabt bewohnbar Planeten Kreise drehen sich und wohin der neu Rasse von verständig Menschlichkeit konnte fortplanzen und sich erfreuen an lebenslänglich Freude und Ruhe mit nicht ein Furcht vor Angreifen von anderer intelligent Geschöpfs von hin zwischen sternartig Raum.
— en:Talk:Wolfe+585, Senior#Translation

Вольфшлегельштайнхаузенбергедорфы, которые прежде были добросовестными пастухами, чьи овцы были ухоженными и заботливо защищёнными от нападания хищных врагов, которые 12 000 лет назад явились к ним, когда первый земной человек на космическом корабле, используя свет как источник энергии, начал свой долгий путь по звёздному пространству в поисках тех звёзд, на орбитах которых вращаются обитаемые планеты, на которых новая раса разумных людей смогла бы производить потомство и наслаждаться продолжающейся всю жизнь радостью и миром без страха быть атакованными другими разумными существами из звёздного пространства.
Оригинальный текст (англ.)Wolfeschlegelsteinhausenbergerdorff who, of old were conscientious shepherds whose sheep were well tended and carefully protected from attack by rapacious enemies, who, of old twelve thousand years ago, to them appeared, when the first earth human from the spaceship, using light as origin of power, started its long journey between the starry space, searching for those stars that have habitable planet circles and in which the new race of sensible humanity could procreate and enjoy a lifelong joy and peace with not a fear for attack by other intelligent creatures from starry space.
— translation // Genealogical Record: Longest Name